# Magelanówka
Magelanówka (Pluvianellus socialis) – gatunek ptaka, jedyny przedstawiciel podrodziny magelanówek (Pluvianellinae) w rodzinie pochwodziobów (Chionidae). Zamieszkuje południową część Ameryki Południowej. Nie wyróżnia się podgatunków.
MorfologiaDługość ciała 19,5–21,5 cm; masa ciała: samce 79–102 g, samice 69,5–87 g. Samice są podobne do samców, ale nieco mniejsze.
Zasięg występowaniaZamieszkuje południową część Ameryki Południowej – skrajnie południowe Chile, południową Argentynę i sporadycznie Falklandy. Zimuje bardziej na północ aż po Półwysep Valdés w środkowo-wschodniej Argentynie, czasem osiągając prowincję Buenos Aires.
Ekologia i zachowanieŻywi się drobnymi stawonogami, w tym krewetkami czy zmieraczkowatymi. Żeruje na ziemi, wydziobując pokarm spomiędzy kamyków i piasku. Gniazduje u wybrzeży płytkich wód słodkich lub słonawych. Samica znosi dwa duże jaja, wysiadywane przez oboje rodziców. Karmią młode częściowo nadtrawionym pokarmem.
StatusIUCN od 2023 roku uznaje magelanówkę za gatunek narażony na wyginięcie (VU, Vulnerable). Wcześniej, od 1988 roku miała status gatunku bliskiego zagrożenia (NT, Near Threatened). Liczebność światowej populacji szacuje się na 250–999 dorosłych osobników. BirdLife International uznaje globalny trend liczebności populacji za stabilny ze względu na brak istotnych zagrożeń i dowodów na spadki liczebności.